# ジェームス・カークランド
ジェームス・カークランド（James Kirkland、1984年3月19日 - ）は、アメリカ合衆国のプロボクサー。テキサス州オースティン出身。元WBCアメリカ大陸スーパーウェルター級王者。

## 人物
素行が悪く、過去には強盗罪で少年院に収監されたり、2009年の3月7日の試合から約2年空白が空いているが、この時は武装強盗で逮捕され、2年間刑務所に収監されている。その後も2009年に銃の不法所持、2013年には家庭内暴力で刑務所へ収監されている。プロデビュー以来、トレーナーは元女子プロボクサーのアン・ウルフであるが、何度かくっついたり離れたりを繰り返しており、ケニー・アダムス、ボブ・サントスなどがトレーナだった時期もある。

## 来歴

### アマチュア時代
全米ジュニアオリンピックではノニト・ドネアと対戦し、敗れはしたが銀メダルを獲得した経験を持つ。
2001年、全米選手権に出場するが2回戦で敗退した。ナショナル・ゴールデングローブに出場、決勝で敗退した。
アマチュア時代の成績は146戦134勝12敗。

### プロ時代
2001年8月25日、プロデビュー。3回TKO勝ち。
そこから倒し屋の異名通りKO街道を驀進することになる。タイトル挑戦前の戦績は21戦21勝(18KO)。
2003年、武装強盗で逮捕され2年間刑務所で過ごす。
2006年4月21日、約2年半ぶりの試合を3回TKO勝利で飾る。
2008年5月17日、エロモシール・アルバート（ ナイジェリア）とNABO北米スーパーウェルター級王座決定戦を行い、初回66秒で初タイトルを獲得した。
2008年11月22日、リッキー・ハットンvsポール・マリナッジのアンダーカードで登場し、ブライアン･ベラ（ アメリカ合衆国）とミドル級10回戦を行い、3度のダウンを奪う圧勝の8回TKO勝利でホープ同士の一戦を制した。
2009年3月7日、アメリカ・カリフォルニア州サンノゼHPパビリオンでホエル・フリオ（ コロンビア）とスーパーウェルター級10回戦で対戦、フリオはコーネリアス・バンドレイジやイシュー・スミスなど後に世界王者となる相手を倒してきた実力者だったが、初回にパンチで右瞼をカットしたフリオは出血や右目下の腫れなどで徐々に視界が悪くなっていき6回終了後に試合を諦め、カークランドは6回TKO勝利で強打者対決を制した。
2009年4月19日、銃の不法所持で逮捕される、2003年の事件の執行猶予中であったことで重罪となり懲役2年の実刑判決が下される。
2010年9月、刑務所から釈放され、社会復帰更生施設で数ヶ月過ごす。
2011年3月5日、2年ぶりの試合。刑務所出所後初試合を1回KO勝ちで飾る。
2011年4月9日、MGMグランド・ガーデン・アリーナにて、マルコス・マイダナ対エリック・モラレスの前座で元WBA世界スーパーウェルター級暫定王者石田順裕（ 日本/グリーンツダ）と対戦。下馬評は圧倒的にカークランドが有利だったが、初回に3度倒れTKO負け、自身初黒星を喫した。試合後HBOのインタビューで、レフェリーのジョー・コルテス(ラスベガス)のストップのタイミングについて「まだ続けられた。なぜそのタイミングで止めるのか全く理解できない」と話したり、対戦相手との印象を聞かれ、「パンチは俺には全然効いてないし、勝てた試合だった」などとコメントをしたため、観衆からブーイングを浴びた。
2011年6月24日、ダラス近郊のフリスコでミドル級8回戦を行い、36歳ベテランのデニス・シャープ（ アメリカ合衆国）と対戦。初回から攻め込んでいき左ストレートのボディで2度のダウンを奪い相手がなんとか立ち上がったもののレフリーが試合ストップを宣言、1回2分18秒でカムバック戦を白星で飾った。
再起2連勝のあと、2011年11月5日、メキシコに乗り込み、元WBO世界スーパーウェルター級暫定王者アルフレド・アングロ（ メキシコ）とWBCアメリカ大陸スーパーウェルター級王座を賭け対戦。ハードパンチャー同士の一戦は長期ブランクから復帰間もないコンディション、さらに4月に喫した初回KO負けの印象が強く下馬評は不利予想が多かった。試合は初回からカークランドが勢いよく攻めるが開始わずか30秒ほどでアングロの右フックを浴びダウンを奪われる、またも4月に喫した初回KO負けの再現かと思われたが、そこから必死に凌でいき驚異的な粘りを見せたためアングロは攻め疲れを起こす。ラウンド終盤に左強打から右フックを決め終了間際にダウンを奪い返した。初回から激しい攻防を繰り返した両者はヘロヘロになりなかなか詰め切れない展開が続いたが、6回中盤に連続攻撃の連打が決まりレフリーが試合をとめた。激しい打ち合いの末、6回TKO勝ちで勝利をつかみ取り王座獲得に成功した。
2012年3月24日、カルロス・モリーナ（ メキシコ）とWBCアメリカ大陸スーパーウェルター級王座の初防衛戦を行い、スタートから苦戦を強いられる展開となり対するモリーナはポイント奪取の上手さをみせ9回終了時点でのジャッジの採点は88-83、87-84でモリーナ支持が2人、86-85でカークランド支持が1人と判定では2-1と負けていた。10回終了とほぼ同時にモリーナからダウンを奪うがモリーナのセコンドが誤ってリング内に入ってしまい、レフェリーがこれを反則と判断したため10回終了失格勝ちを収めた。しかしモリーナがダウンしたのは、ラウンド終了とほぼ同時であったためラウンド終了のゴングも鳴らされており、セコンドがリング内に入ったのもセコンドワークをする通常のタイミングであったため、これを反則負けとしたレフェリーの判断には批判の声が上がった。
2012年6月1日、メキシコの新星サウル・アルバレスと対戦予定だったが、自身の肩の負傷で結局試合は流れた。
2013年6月、家族への暴行容疑で逮捕されテキサス州の刑務所へ収監された。
2013年10月、裁判になっていたゴールデンボーイプロモーションズとの契約問題が片付き、50セント率いるSMSプロモーションズと契約を交わした。
2013年12月7日、約1年9ヶ月ぶりの試合をアメリカ・ニュージャージー州アトランティックシティのボードウォーク・ホールでギレルモ・リゴンドウvsジョゼフ・アグベコの前座で登場23歳の無敗のホープグレン・タピア（ アメリカ合衆国）と対戦、6回TKOで勝利した。
2015年5月9日、約1年5ヶ月ぶりの試合テキサス州ヒューストンのミニッツメイド・パークでサウル・アルバレスと155ポンドキャッチウェイト契約のノンタイトル12回戦で対戦し、攻撃的に攻めたが、アルバレスの正確性な攻撃で何も出来ず、初回に攻め込んだ所でダウンを奪われ、3回に2度倒され最後は痛烈に失神、3回2分19秒KO負けを喫した。当初は5月2日にサンアントニオのアラモドームで行う予定だったがマニー・パッキャオとフロイド・メイウェザー・ジュニアの試合の開催が決まり日程が重なったため1週延期していた。
2016年8月8日、子供の養育費未払いと法廷侮辱罪で逮捕されたが、保釈金を支払い保釈された。
2017年2月25日、テキサス州でミゲール・コットと対戦予定だったが2月2日になってトレーニング中にカークランドが鼻骨を骨折したため試合が中止になった。

## 戦績
- アマチュアボクシング：146戦134勝12敗
- プロボクシング：37戦34勝(30KO)3敗

## 獲得タイトル
- NABO北米スーパーウェルター級王座
- WBCアメリカ大陸スーパーウェルター級王座（防衛1）